# Avenida Engenheiro Luís Carlos Berrini
A Avenida Engenheiro Luís Carlos Berrini é uma importante via arterial da cidade de São Paulo, que concentra em sua extensão e nas imediações sedes de empresas ligadas ao setor terciário avançado. A avenida insere-se na região da cidade conhecida como "vetor Sudoeste", uma área de expansão econômica que acompanha a trajetória da cidade ao longo do século XX. A construção da avenida ocorreu, porém, apenas na década de 1970 e foi acompanhada de polêmica, tendo sido analisada por alguns estudiosos de planejamento urbano que lhe atribuem um "desastre social", visto que a chegada das grandes empresas teria expulsado daquela região a população de baixa renda que ali vivia.
A via recebe o nome de Rua Funchal, no trecho anterior ao Viaduto República da Armênia, de Avenida Doutor Chucri Zaidan, no trecho entre o Viaduto José Bonifácio Coutinho Nogueira e a Rua Antônio de Oliveira, de Avenida Cecília Lottenberg no trecho entre a Rua Antônio de Oliveira e a Rua Laguna e de Avenida Arquiteto Carlos Bratke entre a Rua Laguna e a Avenida João Dias.

## Localização
A avenida está localizada na Zona Sudoeste de São Paulo, no bairro Brooklin Novo, distrito do Itaim Bibi. Próxima ao Morumbi e ao Shopping Morumbi, possui acesso pela Marginal Pinheiros, por meio de uma alça de acesso da Ponte Engenheiro Ary Torres, que também se liga à Avenida dos Bandeirantes. Tem acesso rápido ao Aeroporto de Congonhas, que fica na Avenida Washington Luís. A região também é servida pela Linha 9–Esmeralda do Trem Metropolitano de São Paulo.

## História
O local da avenida era, até o fim dos anos 1960, uma várzea pantanosa. Em 1973, a ideia de criar uma avenida no terreno conhecido como "dreno do Brooklin", que recolhia água dos córregos da região, foi incluída entre as obras que a Prefeitura pretendia submeter ao Fundo de Desenvolvimento Urbano, formado por BNH, Banco do Brasil e Caixa Econômica Federal, para financiamento. A previsão era de uma via de 3,2 quilômetros, ligando as avenidas dos Bandeirantes e Morumbi, seguindo o dreno, então já canalizado. A expectativa era de uma obra mais barata, pois as desapropriações já tinham sido feitas, que ainda facilitaria a distribuição do tráfego da Marginal Pinheiros.
Em 1975 três arquitetos — Carlos Bratke, Roberto Bratke e Francisco Collet — estabeleceram-se na Rua Funchal, a fim de fugir dos altos aluguéis da região da Avenida Paulista e resolveram investir em projetos para a avenida, então ainda inexistente, no dreno do Brooklin. Ela acabou construída para cobrir o local do dreno e não para tentar solucionar problemas viários, como é praxe, o que fez Bratke declarar em 1992 que "no início a Berrini era uma avenida ligando nada a lugar nenhum". Ainda em 1975 o escritório de Bratke ergueu o primeiro prédio comercial na avenida. Também na década de 1970 começaram a surgir favelas na região da Berrini, construídas por famílias que tiveram seus terrenos à margem do córrego Água Espraiada desapropriados para a construção de uma avenida que só sairia do papel em 1995.
Sem apoio do poder público, em dez anos já tinham construído mais de 300 mil metros quadrados — em vinte prédios prontos, sete em construção e dez em projeto —, no que a revista Veja em São Paulo chamou, em 1985, de "vitrine do que São Paulo tem de mais moderno em arquitetura de escritórios". A região chegou a ser conhecida como "Bratkelândia". "Os terrenos eram muito baratos, e nossos prédios tinham acabamento simples e estrutura flexível, o que os tornava excelente opção para os investidores", contou Bratke em 1992 ao jornal O Estado de S. Paulo.

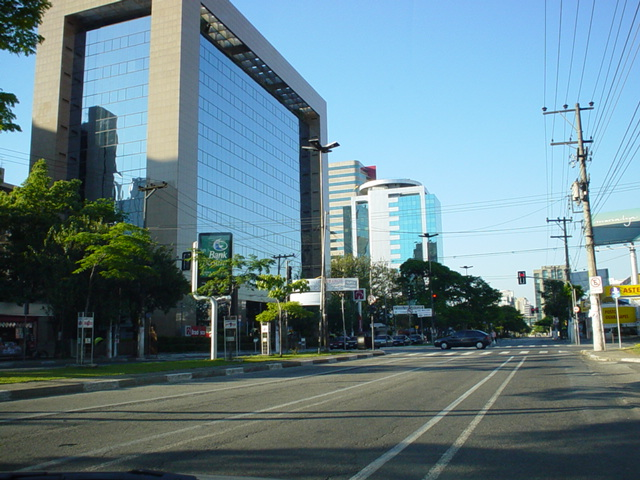
Edifícios da via, Brooklin Novo

Com o preço do aluguel na região da Paulista ainda alto, diversas empresas, incluindo multinacionais, já tinham sede na região da avenida em meados dos anos 1980, e a Bovespa (atual B3) cogitava transferir suas operações para lá, algo que acabou por não ocorrer. Apesar de o metro quadrado da região da Berrini ainda ser bem mais baixo que o da Avenida Paulista, pouco mais de vinte anos depois da construção da avenida o valor já tinha saltado de cinquenta para dois mil dólares. No início dos anos 1980, estima-se que o metro quadrado da região estivesse valendo em torno de cem dólares. Já em 1992 a região da avenida concentrava volume de construção equivalente ao de toda a Avenida Brigadeiro Faria Lima, um dos principais polos comerciais da cidade. Também ajudaram na consolidação da região como polo comercial a proximidade a bairros residenciais de níveis médio e alto, o fácil acesso ao Aeroporto de Congonhas e o fato de a região ser plana.
Quando a região passou a atrair investimentos públicos, a partir da segunda metade dos anos 1980, diversos projetos foram divulgados, como a Operação Urbana Água Espraiada, divulgada em 1992, que incluía a construção da Avenida Jornalista Roberto Marinho, inicialmente batizada de Avenida Água Espraiada, a canalização do córrego de mesmo nome e a remoção das favelas às margens do córrego. Entretanto, a obra mais urgente à época era a duplicação do dreno do Brooklin, ainda correndo por baixo da avenida, cuja capacidade estava próxima da saturação.
A Operação Urbana Água Espraiada teve seu estoque comercial esgotado em 2008, o que torna inviável o lançamento de novos empreendimentos comerciais na região, mas, como ainda existe estoque para imóveis residenciais houve a partir de então um aumento nos lançamentos com essa característica, que também atendem as necessidades dos executivos que trabalham na região. "Uma hora o estoque de residencial também vai acabar, e o preço do terreno, cair. Aí poderemos voltar aos comerciais", explicou o diretor de uma construtora em outubro de 2010. O valor do metro quadrado em 2011 era estimado em quatro mil dólares.
Em fevereiro de 2011 a Secretaria Municipal dos Transportes anunciou projeto para construção de um corredor de ônibus na avenida, a ser colocado ao lado do canteiro central, com previsão de entrega para o fim de 2012. O corredor se estende da Rua Funchal até a Avenida Jornalista Roberto Marinho, seguindo pela Avenida Doutor Chucri Zaidan até a Avenida Roque Petroni Júnior, perfazendo um total de três quilômetros nas duas avenidas, com interligação ao corredor intermunicipal Diadema–Brooklin. A estimativa de passageiros transportados no corredor era de 150 mil por dia, em no mínimo 33 linhas, e a previsão de investimento era de aproximadamente quarenta milhões de reais. Atualmente os ônibus ficam presos em congestionamentos na avenida, causados em parte pelo movimento de entrada e saída de carros dos prédios e estacionamentos da região. "Um corredor na Berrini vai proporcionar um ordenamento melhor do trânsito", explicou o engenheiro de Tráfego Sérgio Ejzenberg, ouvido pelo Jornal da Tarde. "Hoje os pontos de ônibus estão colocados onde há espaço. Não é possível posicioná-los segundo um estudo de demanda. Por isso vai melhorar, mas é preciso que o corredor tenha área de ultrapassagem." Essa área de ultrapassagem ainda não foi definida, mas a prefeitura estuda utilizar para isso parte do largo canteiro central da avenida, que não pode ser totalmente utilizado para esse fim por ter em alguns trechos janelas de inspeção de córrego.

## Tráfego

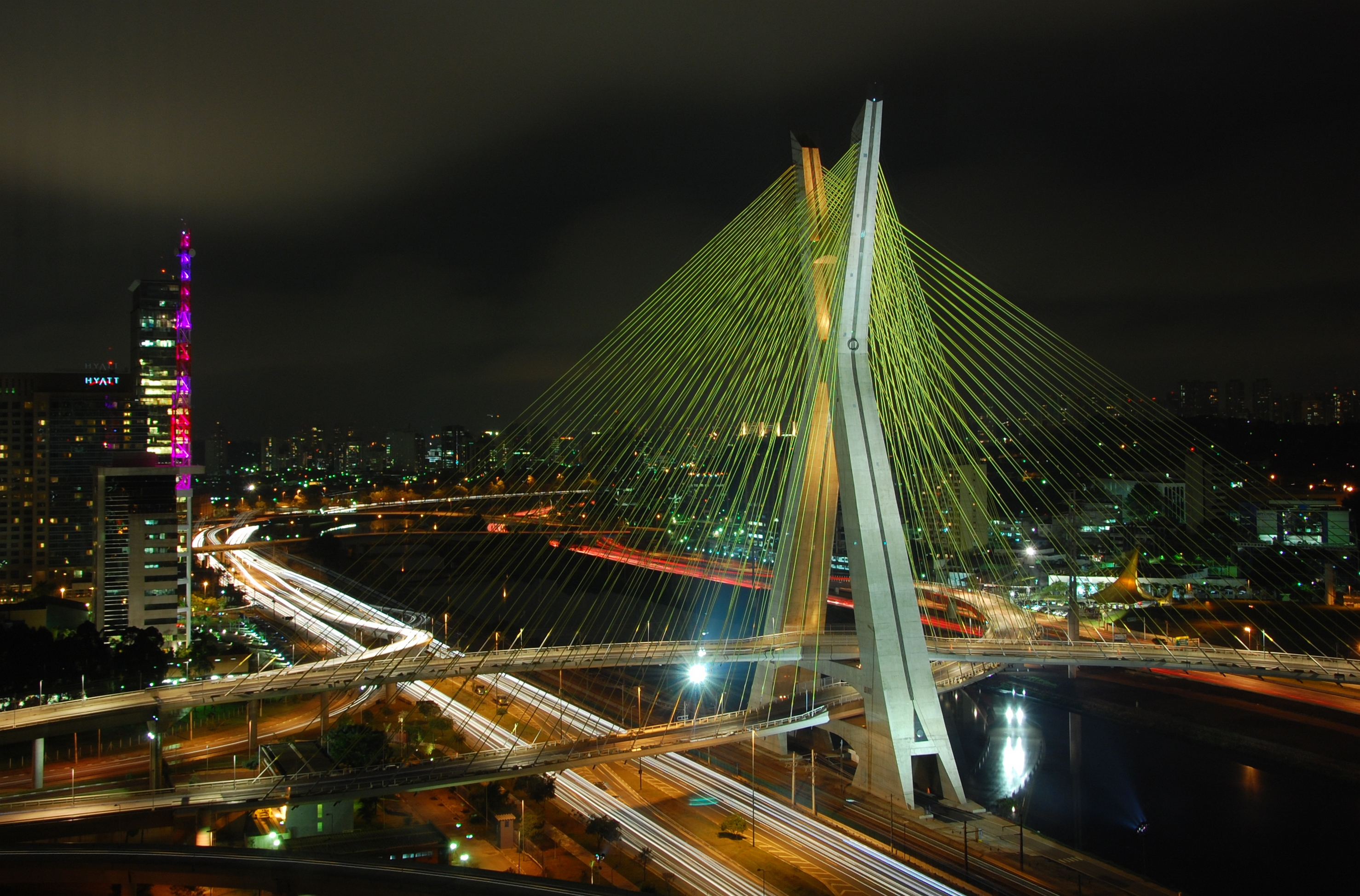
Ponte Octávio Frias de Oliveira

Um centro econômico promissor, tem bom acesso à Marginal Pinheiros e tráfego intenso durante a semana, com congestionamento nos horários de pico, pois, apesar de possuir quatro faixas em suas pistas, todas são estreitas, sendo que um ônibus ocupa mais espaço que uma faixa. Os constantes congestionamentos na via impedem a vazão dos veículos que saem dos prédios comerciais nos horários de pico, causando filas também nas saídas de garagens dos edifícios. Cálculo divulgado pelo Jornal da Tarde em 2008 dá conta de que seriam necessárias duas faixas da via apenas para atender o volume de carros dos escritórios localizados na avenida. A avenida tem ainda deficiência de linhas de ônibus. Entretanto, por ser uma área comercial, nos finais de semana a região fica vazia.
O Complexo viário Real Parque foi inaugurado em maio de 2008 com o intuito de aliviar o tráfego intenso na Ponte do Morumbi e na região da avenida Berrini, e também para atrair mais investimentos para a região. Com 144 estais, 138 metros de altura e sete mil toneladas de aço, a ponte, que passa sobre a Marginal do Rio Pinheiros, virou cartão postal da cidade, embora tenha sido também classificada de "exagero".

## Galeria

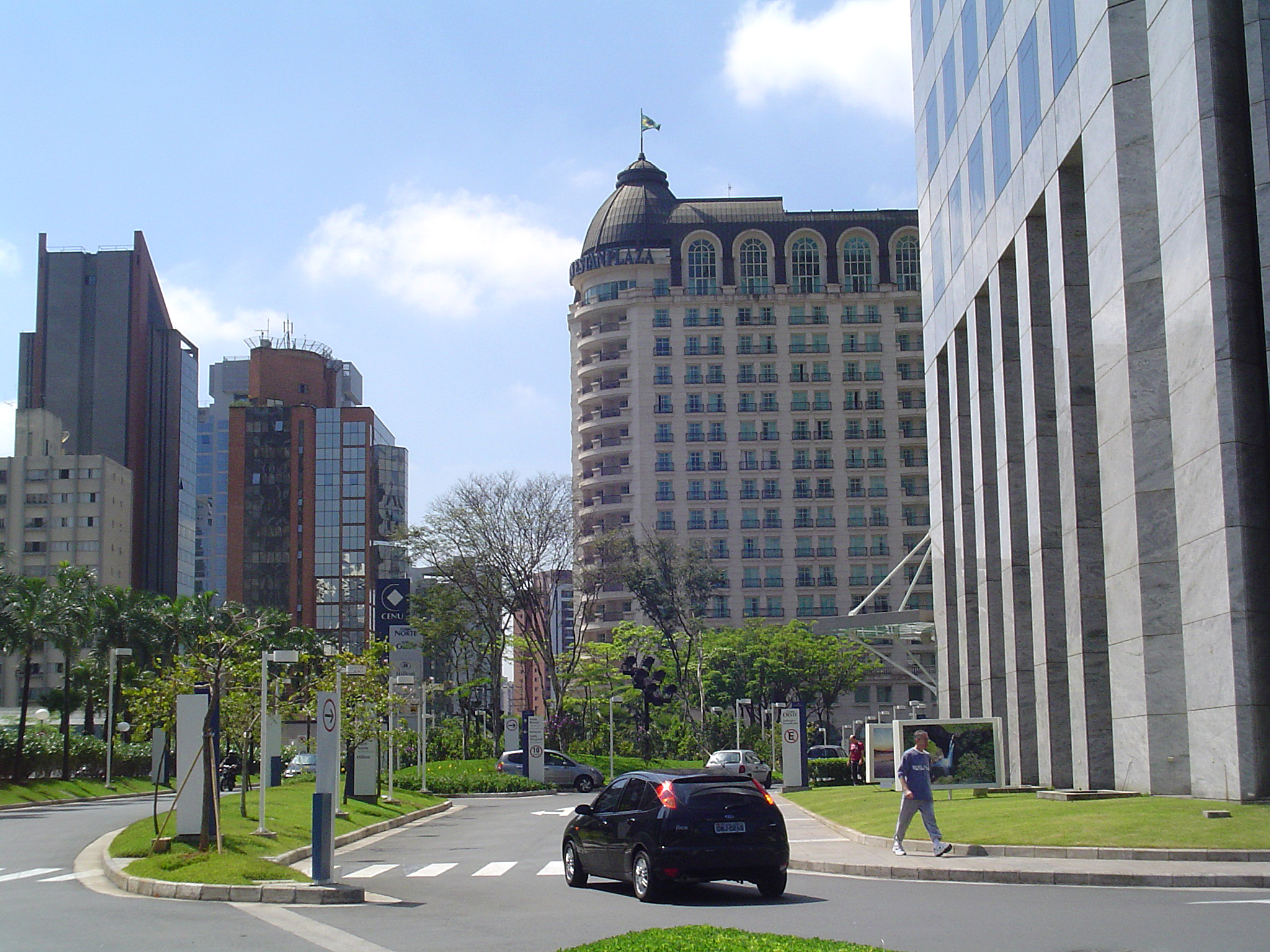
Edifícios comerciais na Berrini, junto à entrada do CENU
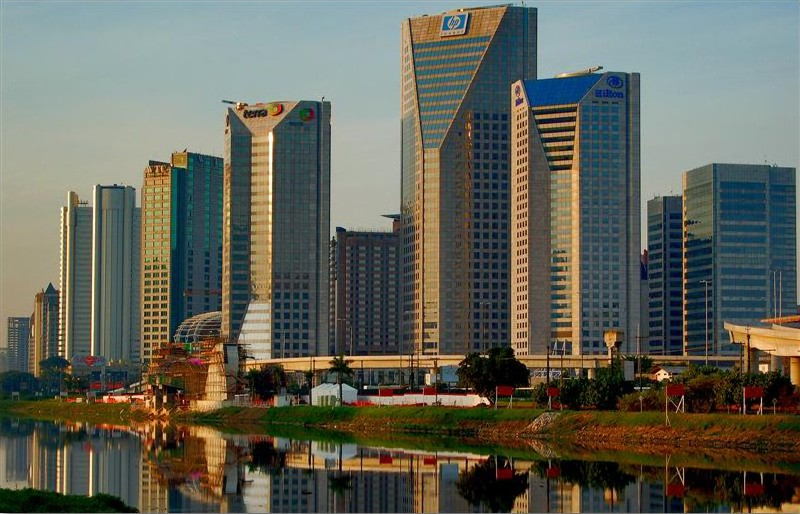
Vista do Centro Empresarial Nações Unidas a partir da Marginal Pinheiros